# Daniël Noteboom-toernooi

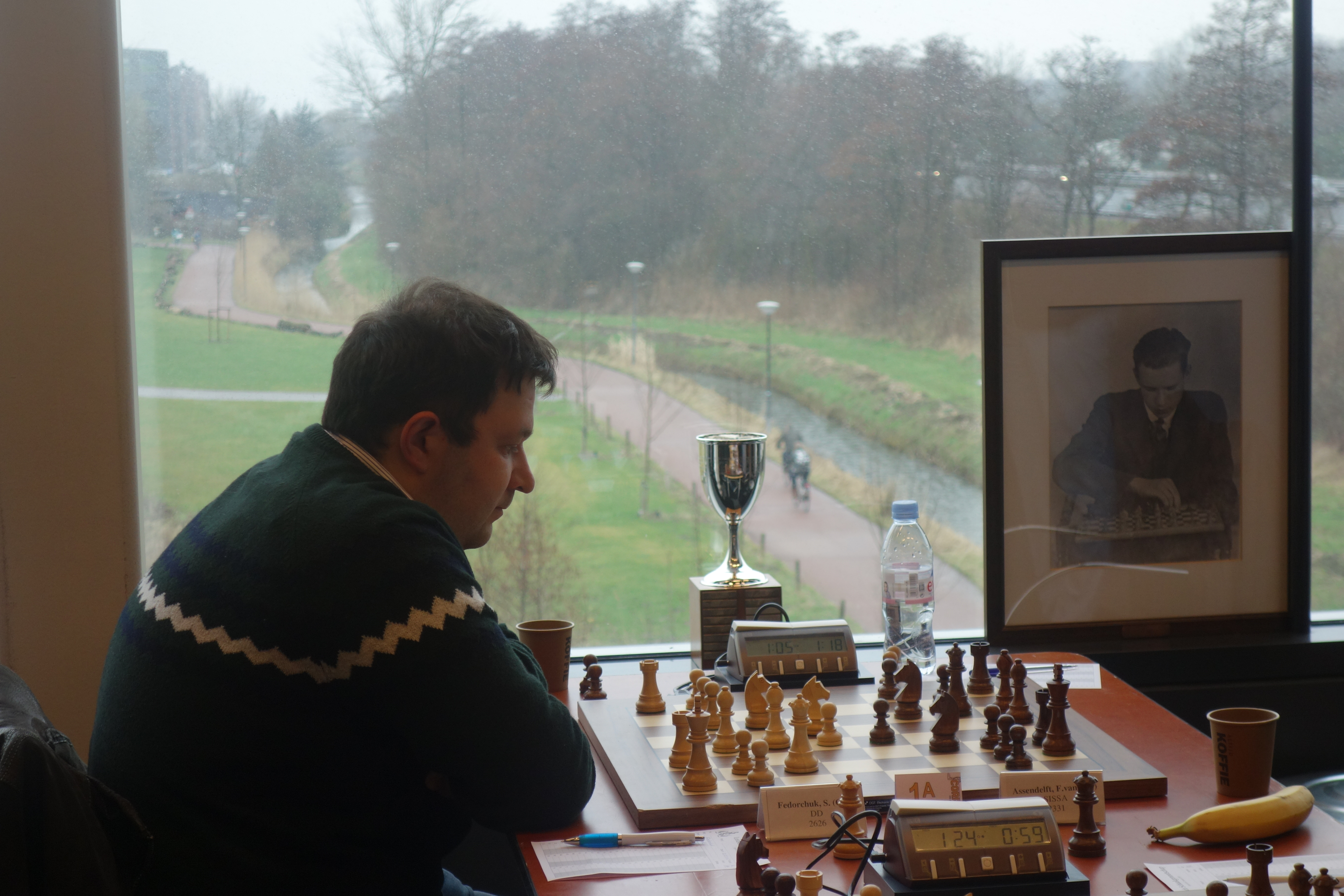
Fedortsjoek, winnaar van het Noteboomtoernooi 2017. Rechts een foto van Daniël Noteboom

Het Daniël Noteboom-toernooi is een jaarlijks Nederlands schaaktoernooi ter ere van Daniël Noteboom (1910-1932). Net als het Leiden Chess Tournament is het een belangrijk schaaktoernooi in Leiden. Noteboom werd als vijftienjarige jongen lid van het Leidsch Schaakgenootschap (LSG). Hij ontwikkelde zich tot een zeer sterke speler, die ook internationaal roem verwierf. Hij overleed plotseling op 21-jarige leeftijd aan bronchitis en een longontsteking in Londen.
Het Daniël Noteboom-toernooi is het oudste nog steeds gespeelde schaaktoernooi van Nederland en is daarmee ouder dan het meer bekende Tata Steel Schaaktoernooi (voormalige Hoogovenschaaktoernooi) en het slechts eenmaal gehouden AVRO-toernooi (beide uit 1938). Na de dood van Noteboom heeft Max Euwe zich persoonlijk beijverd voor het instellen van een herdenkingstoernooi. In 1936 werd het eerste toernooi gehouden, waaraan Euwe meedeed en won. Sinds 1979 is het een weekendtoernooi.

## Lijst van winnaars

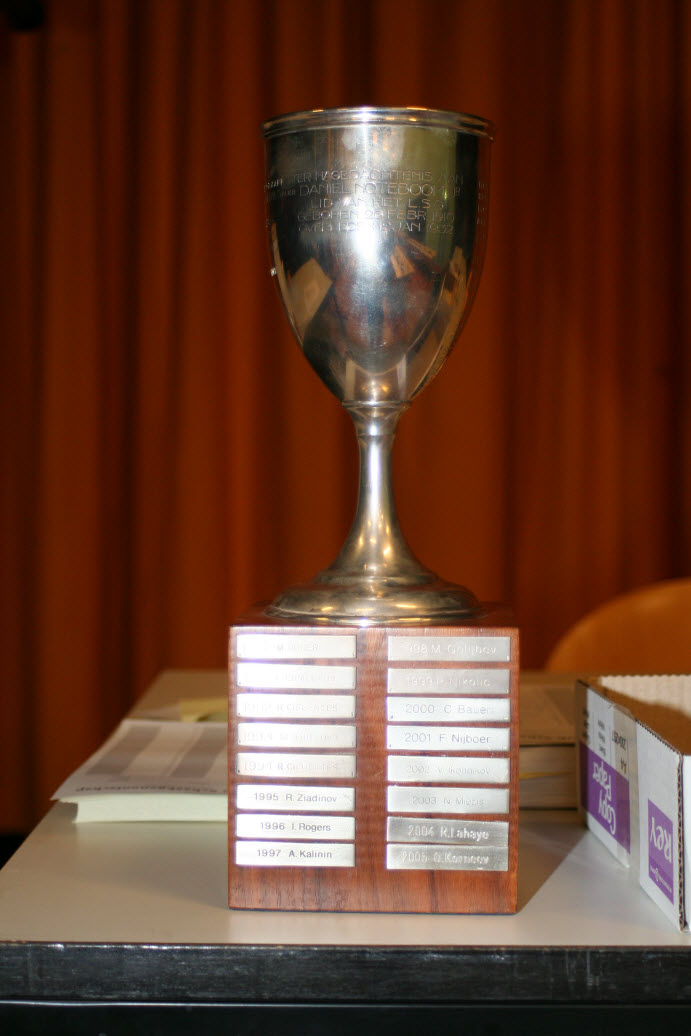
Daniël Noteboom-beker

Hieronder staan alle winnaars van de Noteboombeker, waarop een paar namen in het oog springen: wereldkampioenen Michail Botvinnik en Max Euwe, en 9-voudig Nederlands kampioen Jan Timman.

### Vierkamp

#### Meervoudige vierkamp-winnaars
| Overwinningen | Schaker            | Land               | Jaren                     |
| ------------- | ------------------ | ------------------ | ------------------------- |
| 4             | Carel van den Berg | Vlag van Nederland | 1948 + 1953 + 1954 + 1959 |
| 3             | Henk van Steenis   | Vlag van Nederland | 1941 + 1942 + 1947        |
| 3             | C.P. van Weezel    | Vlag van Nederland | 1963 + 1973 + 1974        |
| 2             | Max Euwe           | Vlag van Nederland | 1936 + 1949               |
| 2             | J.H. Donner        | Vlag van Nederland | 1950 + 1951               |
| 2             | Eduard Spanjaard   | Vlag van Nederland | 1956 + 1957               |
| 2             | Kick Langeweg      | Vlag van Nederland | 1960 + 1961               |
| 2             | Jacob Kort         | Vlag van Nederland | 1964 + 1969               |
| 2             | John van der Wiel  | Vlag van Nederland | 1976 + 1977               |

#### vierkamp-overwinningen per land
| Overwinningen | Land                  |
| ------------- | --------------------- |
| 38            | Nederland             |
| 1             | Sovjet-Unie           |
| 1             | Bosnië en Herzegovina |

### Zesrondig Zwitsers weekendtoernooi

#### Meervoudige winnaars
| Overwinningen | Schaker                  | Land               | Jaren                            |
| ------------- | ------------------------ | ------------------ | -------------------------------- |
| 5             | Predrag Nikolić          | /                  | 1999 + 2007 + 2008 + 2014 + 2019 |
| 3             | Rini Kuijf               | Vlag van Nederland | 1980 + 1986 + 1988               |
| 3             | Erik van den Doel        | Vlag van Nederland | 2006 + 2012 + 2024               |
| 2             | Roberto Cifuentes Parada | Vlag van Nederland | 1992 + 1994                      |
| 2             | Sergej Fedortsjoek       | Vlag van Oekraïne  | 2013 + 2017                      |

#### Overwinningen per land
| Overwinningen | Land                                                     |
| ------------- | -------------------------------------------------------- |
| 22            | Nederland                                                |
| 4             | Duitsland, Bosnië en Herzegovina                         |
| 3             | Rusland, Oekraïne                                        |
| 2             | Frankrijk                                                |
| 1             | Bulgarije, Oezbekistan, Australië, Letland, Azerbeidzjan |